# اختبار رورشاخ

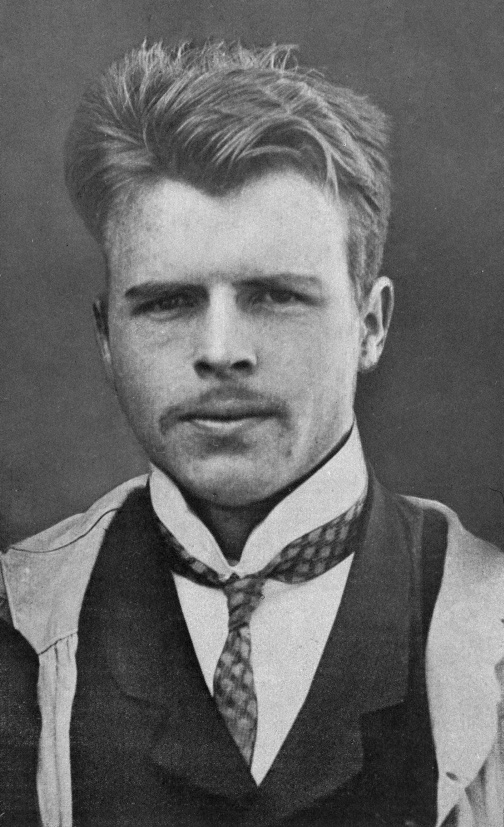
هرمان رورشاخ.

اختبار رورشاخ هو اختبارٌ نفسي تُسجًّل فيه تصّورات الأشخاص عن بقع من الحبر ثم تحليلها باستخدام التفسير النفسيّ، أو الخوارزميات المُعقدة، أو كليهما. يستخدم بعض علماء النفس هذا الاختبار لفحص خصائص شخصيَّة الشخص وأدائه الانفعالي. إذ وظِّف في كشف الاضطراب الكامن في التفكير، خاصة في الحالات التي يعزف فيها المرضى عن وصف عمليات تفكيرهم بوضوح. سُميَّ الاختبار على اسم مبتكره، عالم النفس السويسري هرمان رورشاخ. يمكن اعتبار اختبار رورشاخ فحص القياس النفسي للباريدوليا (إيهام الخيالات المرئية)، وهو تصورٌ مشوه نشط تجاه المنبهات البصرية. في ستينيات القرن العشرين، كان اختبار رورشاخ الاختبار الاسقاطي الأكثر استخدامًا.
رغم ادعاء نظام النقاط لإكسنر (المنشأ منذ الستينيات) بأنّه قدّ عالج العديد من الانتقادات الموجهة لنظام الاختبار الأصلي وأنه كثيرًا ما دحضها باستخدام مجموعة كبيرة من الأبحاث، يواصل بعض الباحثين طرح الأسئلة. تشمل مجالات الخلاف موضوعية الفاحصين، وموثوقيَّة الإحالة التبادليَّة، وقابلية تحقق وصحة الاختبار وصلاحيته العامة، والتحيز في مقاييس الاختبار الباثولوجية نحو أعداد أكبر من الاستجابات، والعدد المحدود من الحالات النفسية التي يشخصها بدقة، وعدم القدرة على تكرار أمثولات الاختبار، واستخدامها في التقييمات التي أمرت بها المحكمة، وانتشار صور بقع الحبر العشر، مما قد يؤدي إلى إبطال الاختبار لأولئك الذين تعرضوا لها.

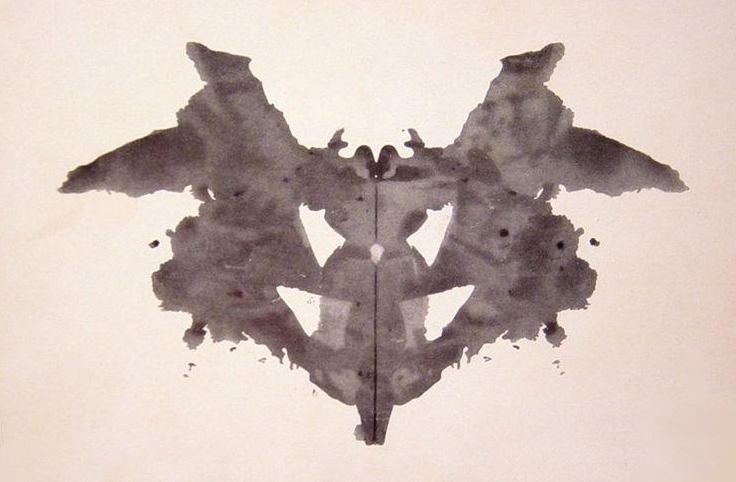
اختبار بقع الحبر، مثال على بطاقة باللون الأبيض والأسود

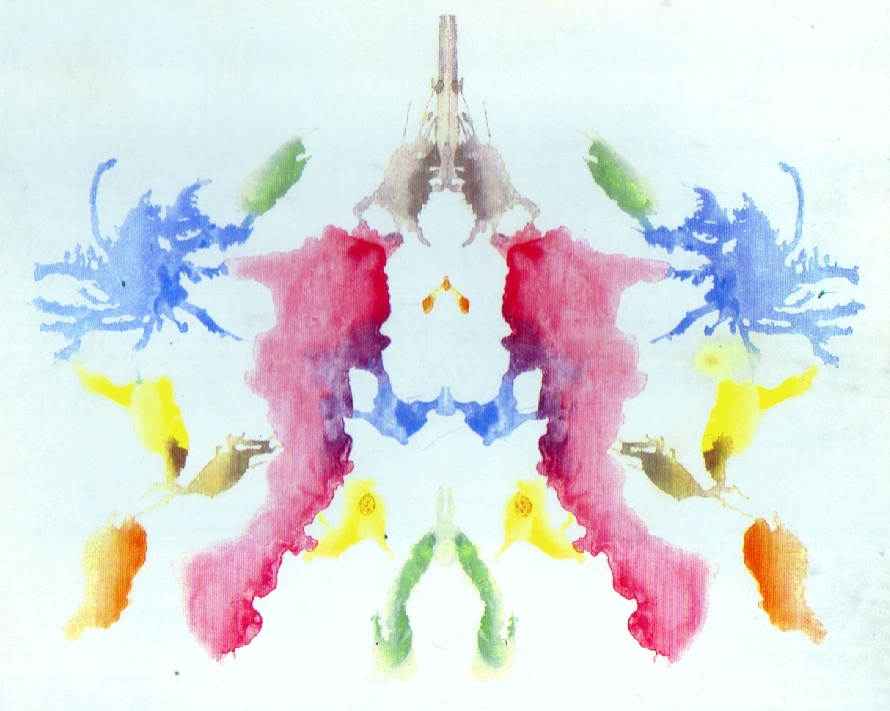
اختبار بقع الحبر، مثال على بطاقة ملونة

## تاريخه
استخدام تفسير الفرد لـ«تصاميم مبهمة» في تقييم شخصيته هي فكرة تعود إلى ليوناردو دافنشي وبوتيتشيلي. كان تفسير بقع الحبر محورًا للعبة، وهي جوبولينكس (Gobolinks)، منذ أواخر القرن التاسع عشر. ومع ذلك، كان رورشاخ أول مقاربة منهجية من هذا النوع. إذ رسم رورشاخ بقع الحبر بيده.
اقتُرح أن استخدام رورشاخ لبقع الحبر قد يكون مستوحى من الطبيب الألماني جوستينوس كيرنر الذي نشر عام 1857 كتابًا مشهورًا من القصائد، كل منها مستوحى من بقعة حبر عارضة (غير مقصودة). جرب عالم النفس الفرنسي ألفريد بينيه أيضًا بقع الحبر بصفتها اختبارًا للإبداع، وبعد نهاية القرن، تضاعفت التجارب النفسية حيث كانت بقع الحبر تستخدم، بأهداف مثل دراسة الخيال والوعي.
بعد دراسة 300 مريض نفسي و100 حالة كمجموعة ضبط، كتب رورشاخ كتابه التشخيص النفسي عام 1921، والذي كان لتشكيل أساس اختبار بقع الحبر (بعد تجربة عدة مئات من بقع الحبر، اختار مجموعة من عشرة لقيمتها التشخيصية)، لكنه توفي في العام التالي. رغم شغله لمنصب نائب رئيس الجمعية السويسرية للتحليل النفسي، واجه رورشاخ صعوبة في نشر الكتاب ولم يجتذب الكثير من الاهتمام عندما ظهر للمرة الأولى.
عام 1927، اشترت دار نشر هانز هوبر التي كانت قد أسست حديثًا كتاب رورشاخ التشخيص النفسي من قائمة مخزون إرنست بيرشر. ظل هوبر ناشر الاختبار والكتاب المتعلق به، مع رورشاخ بصفتها علامة تجارية مسجلة للناشر السويسري فيرلاج هانز هوبر، هوغريفا إيه جي. وصف العمل بأنه «قطعة مكتوبة بشكل مكثف ومصاغة باستخدام مصطلحات علمية جافة.»
بعد وفاة رورشاخ، حُسّن نظام نقاط الاختبار الأصلي بواسطة صموئيل بيك، وبرونو كلوبفر وغيرهم. لخص جون إي إكسنر بعض هذه التطورات اللاحقة في النظام الشامل، محاولًا في الوقت نفسه جعل تسجيل النقاط أكثر صرامة من الناحية الإحصائية. تستند بعض الأنظمة على مفهوم التحليل النفسي للعلاقة بين الأشياء. لا يزال نظام إكسنر شائعًا جدًا في الولايات المتحدة، بينما في أوروبا تهيمن أحيانًا على أساليب أخرى، مثل تلك الموصوفة في كتاب إيفالد بوم الدراسي، وهي أقرب إلى نظام رورشاخ الأصلي وتتجذر بشكل أعمق في مبادئ التحليل النفسي الأصلية.
لم يقصد رورشاخ مطلقًا استخدام بقع الحبر في اختبار عام للشخصية، لكنه وضعها (طورها) لتكون أداةً لتشخيص اضطراب انفصام الشخصية. لم يكن حتى عام 1939 أن استخدمت بصفتها اختبارًا إسقاطيًا للشخصية، وهو استخدام كان رورشاخ دائمًا متشككًا حياله. في مقابلة أجريت معها عام 2012 في فيلم وثائقي لهيئة الإذاعة البريطانية 4 بي بي سي، أشارت ريتا زيجنر، القيّمة على أرشيفات رورشاخ في برن، سويسرا، أنه بعيدًا عن كونها تصاميم عشوائية أو عرضية، فقد صممت كل مجموعة من البقع التي اختارها رورشاخ لاختباره بدقة شديدة لتكون مبهمة و «متضاربة» قدر الإمكان.

### اهتمام هيرمان رورشاخ ببقع الحبر
في سويسرا، في نفس الوقت، كانت مسرحية للأطفال تسمى کلكسوكرافی تتكون من وضع قطرة من الحبر على ورقة مطوية للحصول على أشكال مختلفة من الطيور أو الفراشات. في عام 1911، جمع رورشاخ مع صديق الطفولة كونراد جيرينج، الذي أصبح مدرسًا، ردود فعل الأطفال والبالغين على سلسلة من بقع الحبر التي تم الحصول عليها بهذه الطريقة. ثم يلاحظ رورشاخ أن بعض المرضى العقليين يبدو أنهم يستجيبون بشكل مميز لهذا الاختبار، وخاصة أولئك الذين يعانون من مرض انفصام الشخصية، وهو مرض تم تحديده مؤخرًا من قبل يوجين بليولر الذي كان أيضًا مدير أطروحة هيرمان رورشاخ. في مواجهة الصدى الصغير لهذا الاكتشاف، تخلى هيرمان رورشاخ بسرعة عن هذا المشروع. بعد بضع سنوات، قام الطبيب النفسي من أصل بولندي، سيمون هينز، في أطروحة الدكتوراه الخاصة به، تحت إشراف إي.بليولر في زيورخ أيضًا، بجمع الإجابات التي قدمها مئات الأشخاص بشكل منهجي في مواجهة البقع الداكنة. ·  دفع عرض هذه النتائج رورشاخ إلى استئناف عمله باستخدام بقع الحبر. وبالتالي فإن هدفه ليس الاهتمام بمحتوى الردود (كما فعل هينز وأسلافه) ولكن في خصائص هذه الردود. لهذا، فهو يقوم بتطوير نظام ترميز استجابة مستوحى من علم النفس الغشتالتي (أو الغَشتَلت).
رغبةً منه في تحسين مادته، يطور هيرمان رورشاخ طريقة لإنشاء بقع الحبر هذه. ومع ذلك، في كتاباته، يظل غامضًا إلى حد ما بشأن اختيار هذا المجلس أو ذاك، لكنه ينتهي في النهاية بسلسلة من عشرة أو نحو ذلك من المجالس التي سيستخدمها في عمله السريري. في الواقع، بعد بضع سنوات من البحث، تشير النتائج الأولى إلى أنه بناءً على الردود على بقع الحبر هذه، من الممكن بشكل خاص التمييز بين مرضى الفصام وأمراض عقلية أخرى.
بتشجيع من زملائه بما في ذلك يوجين بليولر، كتب رورشاخ طريقته وسعى إلى محرر يمكنه نشر مخطوطته مصحوبة بلوحاته. ومع ذلك، في ذلك الوقت، كان استنساخ الصور الملونة في كتاب مطبوع عملية مكلفة للغاية. سيواجه هيرمان رورشاخ عدة حالات رفض. بفضل تدخل زميله وصديقه والتر مورغنثالر [الإنجليزية]، وافق المحرر الطبي إرنست بيرشر على شرط الحد من عدد اللوحات إلى 10 وتقليل حجمها. كان العنوان الذي اقترحه في البداية هيرمان رورشاخ هو طريقة ونتائج تجربة تشخيصية إدراكية: تفسير الأشكال التعسفية، لكنه انتهى به الأمر إلى اختيار اقتراح مورغنثالر: التشخيص النفسي. أخيرًا، على الرغم من بعض العيوب في استنساخ اللوحات، ظهرت الطبعة الأولى من العمل في سبتمبر 1921. اتضح أن هذه العيوب مثيرة جدًا للاهتمام بالنسبة للألواح: فقد أتاح التعتيم غير المرغوب فيه والظهور في المطبعة إمكانية فتح حقل من التحليل للممارسين [المرجع. مرغوب]. في العام التالي، توفي رورشاخ فجأة، عن عمر يناهز 37 عامًا.

### نشر الاختبار
في حين أنَّ كتاب رورشاخ لاقى قبولًا سيئًا في البداية من قبل المهنة عندما تم نشره، اكّتسب اختبار رورشاخ بعد ذلك شعبيَّة مُتزايدة. ومع ذلك، فمنذ بداياته، في الأربعينيَّات من القرن الماضي، واجه ممارسو الأساليب الإسقاطيَّة، الذين طرحوا أهمية الطابع النوعيّ لرورشاخ في التشّخيص الهيكلي، انتقادات لعدم وجود علمية (كمية، إحصائية). ألقى البحث الكمي والنقدي بظلال من الشك على صِحة الاختبار  · . وفي عام 1955، في المؤتمر الثاني عشر «للرابطة الدولية لعلم النفس التطبيقي» في لندن، رأى بعض أعضاء المهنة أن الاختبارات الإسقاطيَّة، بما في ذلك اختبار رورشاخ، كانت غير صالحة.
مدرسة رورشاخ الفرنسيَّة، التي ولدت في الستينيَّات من أعمال ديدييه أنزيو، ونينا راوش دي تراوبينبيرج وكاثرين شابرت على وجه الخصوص، تسعى جاهدة لإظهار قيمة الاختبار من منظور التحليل النفسي. وهي تعتبر أن الموقف الإسقاطي، من خلال تسهيل الحركات الارتدادية، في علاقة من النوع الانتقالي، يجعل من الممكن دراسة بعض مظاهر العمليات الديناميكية النفسية اللاواعية. وبالتالي، فإن الاختبار يسلط الضوء على آليات دفاع معينة (من نوع جامد نوعًا ما أو متقلبًا، كما هو الحال في معظم المنظمات ذات السيادة العصبية، أو حتى المثبطة، أو حتى من ترتيب الانقسام أو الإنكار الذي يقع ضمن سجلات أقرب إلى الذهان)، والمكان المؤثرات والدوافع بالإضافة إلى التمثيلات، ومراعاة مبدأ الواقع. تختلف المدرسة الفرنسية، المعروفة اليوم أيضًا باسم مدرسة باريس، عن المناهج المتكاملة مثل تلك الخاصة بـ إكسنر  من حيث أنها تؤكد على العناصر النوعية بدلاً من العناصر الكمية، ولكن أيضًا من خلال الإشارة إلى نموذج التحليل النفسي بدلاً من النموذج النفسي (وهي تؤكد بشكل ملحوظ الفجوة بين المحتوى الظاهر والكامن). إن العمل الذي تم على أساس عدد كبير من البروتوكولات (حوالي 700) جعل من الممكن تحديث معايير التصنيف للردود الرسمية واقتراح أدوات مرجعية جديدة. طبعات هوغريف فرنسا هي حاليًا الموزع الرسمي لـ التحليل النفسي للرورشاخ في فرنسا.

## استخدم في علم النفس السريري
من المفترض أن يستجيب اختبار رورشاخ لكلٍّ من حسية الذات واللاوعي، ولكن قبل كل شيء إلى قدرته على الإسقاط من تفسيره المجاني للمواقع. وهكذا يتم تحليل خطاب الموضوع وتفسيراته من قبل الطبيب من أجل تحديد العناصر ذات الصلة لتقييم نفسية الموضوع: البنية النفسية المرضية: (العصاب، والذهان، والحالة الحدودية)، وآليات الدفاع المتميزة، ونوع كائن العلاقة، والموضوعات المتكررة. وبالتالي، غالبًا ما يتم استخدام رورشاخ كأداة تشخيصية مع تي أيه تي (اختبار الإدراك الموضوعي) في عملية الفحص النفسي الذي ينتهي بتقرير تحليل مع استنتاج. يستخدم الفحص النفسي للتشخيص، للإشارة إلى العلاج: العلاج النفسي بالتحليل النفسي على وجه الخصوص، أو لدعم عمل الخبرة (العدالة، التأمين، إلخ). يجب إبلاغ الممتحن بشكل صحيح عن الخلفية وما سيستخدم من أجله. إن استخدام الأساليب الإسقاطية في سياقات غير دقيقة أو لإرضاء فضول أحدهما أو الآخر ليس أخلاقيًا.

### المعالجة
يُقدم النفسانيّ اخصائي علم النفس أوراق الاختبار العشر للموضوع، في المكان وبترتيب محدد (أولاً، أسود، ثم لونان (أحمر / أسود)، 4 أسود وأخيراً 3 ألوان متعددة الألوان). تختلف الآراء فيما يتعلق بالتعليمات التي يجب إعطاؤها للموضوع: ينتقل النطاق من «عدم قول أي شيء» إلى تعليمات أكثر تفصيلاً لطمأنة المريض. يمكن للمريض أن يفهم المادة كما يشاء: اقلب الألواح وانظر إليها بشفافية. لذلك يجب على الموضوع أن يقول ما يراه في البقع دون أي قيود. يلاحظ عالم النفس بدقة بيانات الموضوع، سواء تلك المتعلقة بالمهام الفعليَّة أو العبارات الموجودة في الهوامش، والتي تشكل ارتباطًا حرًا بناءً على المادة المقدمة.

### التحقيق
بمجرد تقديم جميع الإجابات على جميع اللوحات، يمثل عالم النفس الإكلينيكي اللوحات واحدة تلو الأخرى، من أجل السماح للموضوع بإثبات إجاباته. الهدف الرئيسي هو توضيح الموقع و «المحددات» (الشكل والحركة والألوان والتظليل وما إلى ذلك) لكل استجابة. بشكل عام، في وقت المسح، يجلب الموضوع مواد إضافية.

### مخطط نفسي
يتم تدوين الأرقام المختلفة لأنماط التخوف والمحددات والمحتويات في ورقة السيكوجرام، بالإضافة إلى متوسطها المرجح ونسبتها بالنسبة لمجموع الإجابات. الكمون والوقت لكل استجابة هي أيضا مؤشرات مهمة. في عمل رورشاخ الأصلي، تم اعتبار أنه يمكن أن يظهر على الرسم البياني النفسي:
نوع الرنين الحميم (نسبة محددات اللون والحركة)؛
مؤشر القلق، يتم الحصول عليه بأخذ المتوسط على مائة من الدم، والتشريح، والجنس والتفاصيل البشرية (الذراع، الساق، الأنف، وما إلى ذلك ينظر وحدها). تمت مناقشة هذه العناصر كثيرًا منذ ذلك الحين ولم يعد بعضها محتفظًا به في التكنولوجيا الحديثة.

### تحليل البروتوكول والتصنيف
تسمى جميع ردود الموضوع، التي حللها الطبيب، بالبروتوكول. يتضمن تفسير أداء رورشاخ عادةً جزءًا كميًا (عقليًا) وجزءًا نوعيًا (إيديوجرافيك) 
. يعتمد التفسير الكمي على نظام «تصنيف» الردود الذي تتوافق معه الإحصائيات المعياريَّة. تم تطوير العديد من الأنظمة (الأول من قبل هيرمان رورشاخ نفسه)، ولكن في العقود الأخيرة، أثبت نظام إكسنر  وجوده دوليًا. في الوقت الحالي، تقبل معظم المجلات العلمية التي تصدر باللغة الإنجليزية نشر نتائج البحث باستخدام رورشاخ فقط إذا كانت تستند إلى هذا النظام. المعايير الفرنكوفونية قيد التطوير.
التفسير النوعي بطبيعته أكثر ليبرالية. لا يقوم على نظام، ولكنه يقوم على نفس الأساس، عادة، على نظرية محددة عن الشخصيَّة والأداء النفسيّ ؛ توجد أيضًا معايير لتحليل التحليل النفسيّ للاختبار. يتم إجراء التحليل النوعي والتسجيل الكمي خارج حضور الموضوع بمجرد الانتهاء من الفحص النفسي. جميع العناصر مهمة للتحليل. · .
- مواقع الردود: يمكن رؤية الأشكال في تفاصيل اللوحات أو يمكن تفسير اللوحة بأكملها حسب الموضوع. هناك إحصائيات حول استخدام المواقع، والتي تمثل متوسط الفحوصات: الميل إلى التفاصيل الصغيرة أو التفاصيل الأصليَّة، والتي يستخدمها قلة من الناس، سوف يفسح المجال للتحليل لأنها لا تتوافق مع المتوسط.

تسمى نتيجة متوسط المواقع بوضع التخوف.
- المحددات: وهذا ما حدد استجابة الموضوع. المحددات المستخدمة هي الشكل واللون والتظليل والحركة. يغطي مصطلح الحس الحسي الاستجابات حيث رأى الشخص حركة، والتي يمكن أن تكون مدعومة بشكل («هنا أرى رجلاً يرقص») أو يُنظر إليها بشكل غامض وبطريقة مجردة («تدور»). نحن نميز الحركات البشريَّة (حيث تنتمي الحركة إلى موضوع بشري أو غير إنساني) والحركية البسيطة (حيوانية أو مجردة).

يعد حاصل المحددات مهمًا لإنشاء المخطط النفسي: يمكن أن يوفر الاستخدام المميز لمحددات معينة معلومات معينة.
نحن نميز المحددات وفقًا لمدى ملاءمتها: يمكن تصنيف الشكل أو اللون + أو - اعتمادًا على ما إذا كان يعتمد على الواقع أم لا («هنا، أرى عنكبوتًا لأنه أزرق»، في اللوحة X).
- المحتويات: في نماذج التفسير النوعيّ للإلهام التحليليّ النفسيّ، تكون بقع اللوحات موضوع إجماع معين حول قدرتها على جذب محتويات غير واعية مُحددة. وهكذا، فإن اللوحة الرابعة تسمى الصفيحة القضيبية: إن شكلها يناشد مشكلة فالوس. تدعو اللوحة الخامسة إلى الصورة الذاتية وصورة الجسد. وهكذا نلاحظ المحتويات التي قدمها الموضوع وإجاباته ونضعها في علاقة مع المادة نفسها. النماذج التفسيريَّة أكثر إلهامًا من علم النفس العلميّ بدلاً من اعتماد نهج «إحصائي» للمحتوى. قام الباحثون بقياس المحتويات الأكثر تكرارا من الناحية الإحصائيَّة في كل بطاقة. ثم يتكون التحليل الفردي من التحقق من قدرة الموضوع على التوافق مع المحتوى المتكرر.
- أخيرًا، نلاحظ الأوقات المختلفة، والكمون والوقت الإجمالي، ومتوسط وقت الاستجابة، بالإضافة إلى عدد الردود.
- تحليل اللغة المستخدمة ونوع صياغة الجملة وما إلى ذلك. ذات أهمية قصوى للتحليل النوعيّ.[25]

يجب تفسير نتائج التحليلات النوعيَّة والكمية (المخطط النفسي) بالتزامن مع ملاحظات الفحص السريريّ والتاريخ الشخصيّ للموضوع. وتجدر الإشارة أيضًا إلى أنه من النادر استخدام رورشاخ فقط لإجراء التشخيص الهيكلي. بشكل عام، يأخذ معظم علماء النفس أيضًا اختبارًا آخر (إم إم بي أي، إم سي إم أي-3، تي أيه تي، اختبار اليدين، وما إلى ذلك)، وعندما يكون هناك شك حول الموارد الفكرية، يتم اختبار الأداء الفكري مثل مقياس وكسلر لذكاء البالغين (WAIS)، وهذا الأخير لبياناته الكمية الخام نسبة الذكاء (IQ) ولتحليلها النوعي.

## دراسات التوائم
في عام 1953، جاء شاتشر آند شاتينت  بفكرة تطبيق الاختبار على 30 زوجًا من التوائم (23 يونيفتلينز و7 بيفتيلين). يقدمون بالتفصيل ملامح رورشاشينز rorschachiens لهذين التوائم، مما جعل من الممكن مقارنة تواتر ونوع الاستجابات بين التوائم الحقيقية والأخوية. وجدوا بعض أوجه التشابه في الإجابات لكنهم أكدوا ليس فقط على «التردد المنخفض، ولكن أيضًا وعلى وجه الخصوص أهميتها الثانويَّة بشكل واضح» وخلصوا إلى أنه من وجهة نظر اختبار رورشاخ، فإن التوائم (أحادي أو ثنائي البيفتيلين) مختلفتان تمامًا، ربما بسبب «الدور الغالب للجو في الدستور الوراثي».